# Outrider
Outrider – album Jimmy’ego Page’a, wydany przez Geffen Records 19 czerwca 1988. Jest pierwszym i do tej pory jedynym solowym albumem artysty. Nagrany został w Sol Studios, własnym studiu nagrań Page'a. W nagraniach udział wziął Robert Plant – zaśpiewał na jednym z utworów – "The Only One". Album stanowi również pierwszy, na którym nagrana została wspólna gra Page’a z synem Johna Bonhama – Jasonem.
Pierwotnie nagrania miały zostać wydane w formie dwóch albumów, jednak na początku procesu nagraniowego, ktoś włamał się do domu Page'a i ukradł między innymi nagrane do tej pory kasety demo. Według różnych doniesień, pojawiły się one później jako bootlegi.
Album dotarł do 26. miejsca na liście Billboard 200, a na brytyjskiej liście UK Album Chart dotarł do miejsca 27.

## Lista utworów
Strona pierwsza
1. "Wasting My Time" – Page, Miles 4:28
2. "Wanna Make Love" – Page, Miles 5:20
3. "Writes of Winter" – Page 3:27
4. "The Only One" – Page, Plant 4:27
5. "Liquid Mercury" – Page 3:04

Strona druga
1. "Hummingbird" – Leon Russell 5:22
2. "Emerald Eyes" – Page	3:20
3. "Prison Blues" – Page, Farlowe 7:10
4. "Blues Anthem (If I Cannot Have Your Love...)" – Page, Farlowe 3:24

## Skład
- Jimmy Page – gitary, syntezator, wokal
- Robert Plant – wokal (utwór 4)
- Chris Farlowe – wokal (utwory 6, 8, 9)
- John Miles – wokal (utwory 1 & 2)
- Tony Franklin – gitara basowa (utwór 1)
- Durban Laverde – gitara basowa (utwory 2, 3, 6)
- Felix Krish – gitara basowa (utwory 4, 5, 7, 8, 9)
- Jason Bonham – perkusja, instrumenty perkusyjne
- Barriemore Barlow – perkusja, instrumenty perkusyjne (utwory 5 & 7)

## Produkcja
- Jimmy Page – produkcja
- Leif Mases – inżynieria dźwięku, miksowanie
- Steve Hoyland – dodatkowa inżynieria dźwięku
- Dick Beetham – dodatkowa inżynieria dźwięku
- George Marino – mastering
- JL – koordynacja szaty graficznej i projektu okładki
- Peter Ashworth – zdjęcia

## Informacje dodatkowe
- Materiał na płytę nagrany został w studiu Sol Studios w Cookham w angielskim Berkshire.
- Mastering został wykonany w Sterling Sound w Nowym Jorku.